# Jüri-Mikk Udam
Jüri-Mikk Udam (Tallin, 14 de mayo de 1994) es un deportista estonio que compite en remo.
Ganó una medalla de bronce en el Campeonato Europeo de Remo de 2021, en la prueba de cuatro scull. Participó en dos Juegos Olímpicos de Verano, en los años 2012 y 2020, ocupando el sexto lugar en Tokio 2020, en la misma prueba.

## Palmarés internacional
| Campeonato Europeo | Campeonato Europeo | Campeonato Europeo | Campeonato Europeo |
| Año                | Lugar              | Medalla            | Prueba             |
| ------------------ | ------------------ | ------------------ | ------------------ |
| 2021               | Varese (Italia)    | Medalla de bronce  | Cuatro scull       |